# Imre Keres
Imre Keres (* 1. Juni 1930 in Szeged) ist ein deutsch-ungarischer Balletttänzer und Choreograf.

## Leben und Wirken
Keres kam mit 12 Jahren im Rahmen einer Pfadfindergruppe zum Volktanz und mit 16 Jahren als Volkstänzer zum Theatertanz. Er studierte dann an der Budapester Ballett-Schule bei Györgi Lörinc, Gyula Harangozó senior, Ferenc Nádasi, Wassili Wainonen und Asaf Messerer und wurde zunächst Tänzer am Staats-Theater in Szeged 1947/48, dann an der Budapester Staatsoper 1948 bis 1956. Er flüchtete 1956 mit seiner Frau, der Tänzerin Clara Góra, nach dem Ungarischen Volksaufstand nach Deutschland. Keres war anschließend zunächst Assistent von Yvonne Georgi am Niedersächsischen Staatstheater Hannover und wechselte 1958 als Ballettmeister nach Lübeck. Anschließend war er von 1962 bis 1976 Ballettdirektor am Hessischen Staatstheater Wiesbaden (und in der Spielzeit 1971/72 gleichzeitig auch am Theater am Gärtnerplatz in München). Von 1979 bis 1993 war Keres Ballettdirektor in Braunschweig.
In zweiter Ehe ist Imre Keres seit 1969 mit der Tänzerin Ulrike Keres verheiratet.